# (3042) Zelinsky
(3042) Zelinsky (1981 EF10) – planetoida z grupy pasa głównego asteroid okrążająca Słońce w ciągu 3,44 lat w średniej odległości 2,28 j.a. Odkryta 1 marca 1981 roku.